# Suehiro Maruo
丸尾 末広
Œuvres principales
- La Jeune fille aux camélias
- L'Île Panorama
- La Chenille

Suehiro Maruo (丸尾 末広, Maruo Suehiro) est un auteur de bande dessinée japonaise né le 28 janvier 1956 à Isahaya dans la préfecture de Nagasaki, au Japon.
Il est considéré comme un des maîtres du manga d'horreur, en particulier dans le genre Ero guro, ou érotico-grotesque.

## Biographie
Suehiro Maruo est né le 28 janvier 1956 . Il quitte le lycée en 1972 à l'âge de 16 ans pour s'installer à Tokyo, où il multiplie les petits emplois, notamment dans la reliure. Un an plus tard, il propose son premier manga au magazine Weekly Shōnen Jump qui est rejeté, considéré comme trop explicite par l'équipe éditoriale. Son goût pour l'érotisme morbide lui vient de manière plus ou moins contrainte : « Je dessinais pour des revues porno, j'étais naturellement poussé à intégrer une touche érotique. Si cela n'avait pas été dans ce contexte, je ne l'aurais pas fait ».
La publication de Ribon no Kishi (リボンの騎士, littéralement « Princesse Saphir ») dans le magazine Garo en 1980 marque ses débuts officiels comme mangaka. Sa première anthologie, Le Monstre au teint de rose (薔薇色ノ怪物, Barairono Kaibutsu), est publiée en 1982. La Jeune fille aux camélias, publié en 1984, est adapté en anime par Hiroshi Harada en 1992.
Bien qu'assez célèbre comme mangaka, Suehiro Maruo est également un artiste reconnu au Japon. Il a produit de nombreuses illustrations pour des pochettes de disques, des affiches de concert, ainsi que pour des magazines, romans et d'autres supports.
Jean Giraud, alias Mœbius, rendit hommage au sens de la subversion du mangaka à l'occasion de sa première publication en France, L’Aspirant flûtiste dans le magazine (À suivre) en 1991 : « Maruo est l’incandescence totale de la colère sexuelle, de la volonté destructrice, de l’appel au secours permanent d’un enfant torturé, dans un regard plein de compassion mais en même temps aveuglé par une rage terrible. »
Son manga L'Île Panorama remporte le Prix culturel Osamu Tezuka dans la catégorie « Nouveauté » en 2009 et le Grand prix de l'Imaginaire en 2011 dans la catégorie « Manga ».
Il est l'invité du 41e festival international de la bande dessinée d'Angoulême en 2014.

## Influences

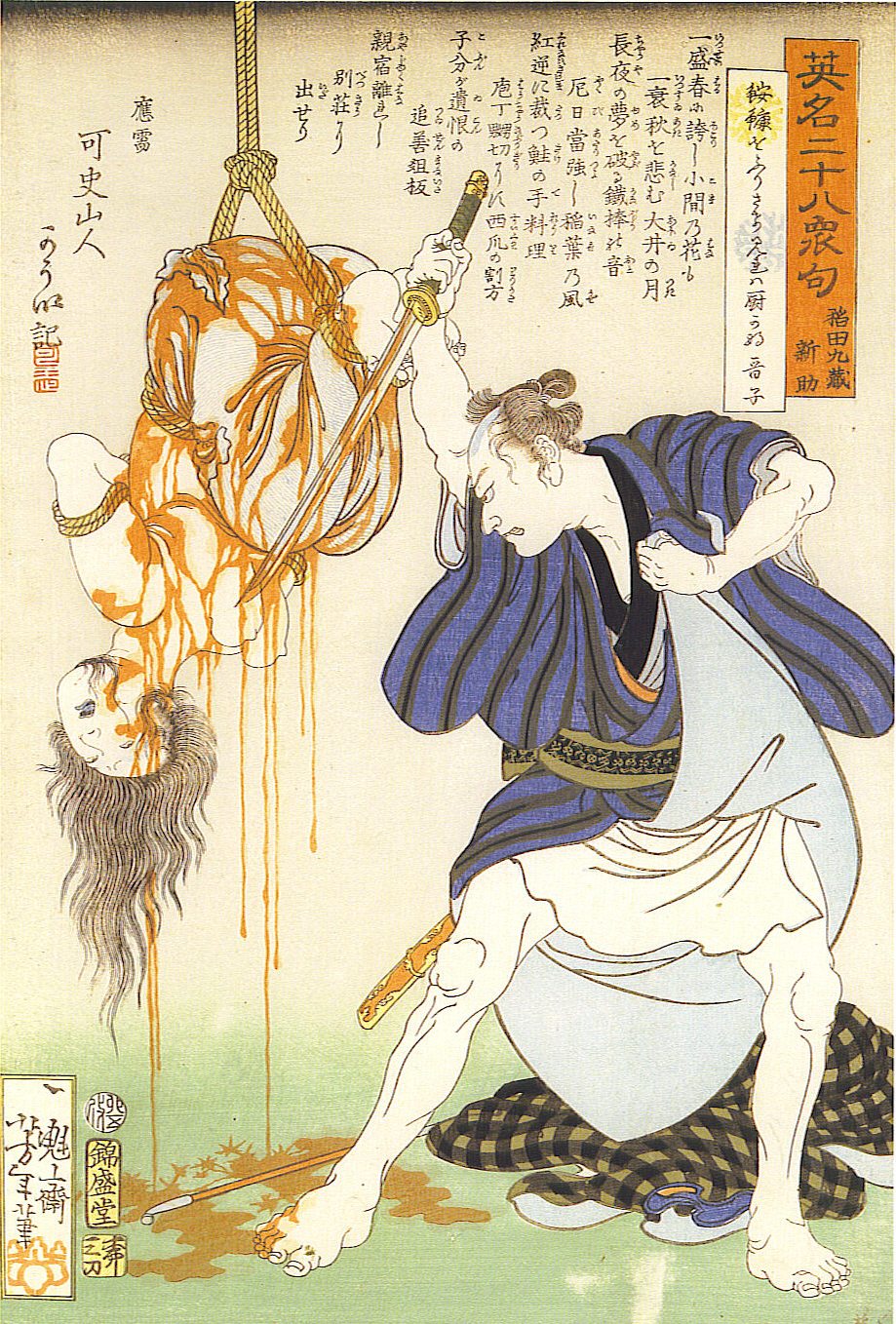
Meurtre d'Ohagi par Saisaburô, des Vingt-huit Meurtres Célèbres en Vers de Yoshitoshi.

Une des inspirations de Suehiro Maruo se trouve dans le muzan-e (en) de Yoshitoshi, une collection de ukiyo-e qui décrit avec détail des scènes de tortures et de meurtres. Maruo a d'ailleurs réalisé en 1988 avec Kazuichi Hanawa le recueil Bloody Ukiyo-e qui contient quatorze tableaux en hommage à Yoshitoshi et Utagawa Yoshiiku. Il effectue également des adaptations d'œuvres littéraires japonaises modernes : outre La Chenille et L'Île Panorama, inspirés des écrits d'Edogawa Ranpo, auteur qui tient une grande place dans son œuvre, il transpose également en manga un roman de Kyūsaku Yumeno, L'Enfer en bouteille.
Maruo est également influencé par la culture occidentale, en particulier par le surréalisme. Le cinéma tient notamment une grande place dans son esthétique, avec la reprise de certaines images de films tels que Le Cabinet du docteur Caligari ou La Chute de la maison Usher. Le thème récurrent de l'oculolinctus, pratique consistant à lécher l'œil de son partenaire, fait explicitement référence à la célèbre scène d'Un chien andalou réalisé par Luis Buñuel sur un scénario de Salvador Dalí, tandis que celui du monstre, du freak, lui vient de Tod Browning, réalisateur de La Monstrueuse Parade,. La peinture d'Otto Dix, l'art d'Hans Bellmer ou encore les écrits de Georges Bataille constituent également certaines de ses sources d'inspiration.

## Hommages et adaptations
Naoki Urasawa a nommé l'un des personnages de son manga 20th Century Boys Maruo en l'honneur du mangaka. Ce dernier apparaît également sous les traits d'un professeur dans le manga et l'anime Chibi Maruko-chan.
John Zorn, saxophoniste américain, utilisa certains dessins de Maruo pour l'illustration d'albums de son groupe Naked City. Il contribua également à l'avant-propos de la collection des œuvres traduites en anglais de Maruo, publiée en 2005.

## Publications en français

### Mangas
- La Jeune fille aux camélias, IMHO, 2005
- Yume no Q-Saku (夢のQ-SAKU?), Le Lézard noir, 2005
- Lunatic Lover’s (月的愛人LUNATIC LOVER'S?), Le Lézard noir, 2006
- Vampyre I (笑う吸血鬼?), Le Lézard noir, 2006
- Vampyre II (ハライソ 笑う吸血鬼２?), Le Lézard noir, 2006
- L'Île Panorama, Casterman, collection « Sakka », 2010
- La Chenille, Le Lézard noir, 2010
- DDT, Le Lézard noir, 2013
- L'Enfer en bouteille (瓶詰の地獄, Binzume no Jigoku?), Casterman, collection « Sakka », 2014
- New National Kid (新ナショナルキッド, Shin National Kid?), Le Lézard noir, 2014
- Le Monstre au teint de rose (薔薇色ノ怪物, Barairono Kaibutsu?), Le Lézard noir, 2015
- Tomino la maudite, Casterman, 2021

### Revues
- L'Aspirant flûtiste dans (À suivre) hors-série no 1 : « Silence, on rêve », 1991
- Hebi Ichigo, le Monsieur qui dort dans Popo Color (première série) no 1& 2, 1995
- Une jeune fille modèle, extrait du recueil National Kid dans Bang ! (Première série) no 2, 2003
- Nuit putride dans Black no 1, 2004
- Shōnen, extrait du recueil National Kid dans Bang ! (Deuxième série) no 1, 2005

### Illustrations
- L'Art du bain japonais, texte de Leonard Koren, Le Lézard noir, 2004
- Exercices d'automne ou l’Art de ramasser les feuilles mortes, texte de Leonard Koren, Le Lézard noir, 2004
- Ranpo Panorama, illustrations inspirées par Edogawa Ranpo, Le Lézard Noir, avril 2013

## Distinctions

### Récompenses
- 2009 : Prix culturel Osamu Tezuka : L'Île Panorama dans la catégorie « Nouveauté »[7]
- 2011 : Grand prix de l'Imaginaire : L'Île Panorama dans la catégorie « Manga »[8]
- 2021 : Prix Asie ACBD pour Tomino la maudite[15]

### Nomination
- 2011 : 38e festival international de la bande dessinée d'Angoulême : La Chenille en Sélection officielle[16]
- 2014 : 42e festival international de la bande dessinée d'Angoulême : L'Enfer en bouteille en Sélection officielle